# Baku zoo
Baku zoo (azerbajdzjanska: Bakı zooloji park) är Azerbajdzjans äldsta djurpark. Den öppnades 1928 och tillhör Azerbajdzjans kulturministerium och Baku stad. Den sammanlagda parkarean är 4,25 hektar. Baku zoo hade 2010 160 djurarter, med drygt 1 200 individer.

## Historik
Baku zoo öppnades 1928, i en park som var uppkallad efter den ryske författaren och politikern Lunatjarskij. Numera är parken namngiven efter den persiske poeten och filosofen Nezami-ye Ganjavi.
1942 utökades djurparken när Rostovs zoo evakuerades. Öppningsceremonin hölls först efter det Stora fosterländska kriget. Fram till 1958 var djurparken lokaliserad nära Ilich järnvägsstation.
1958 flyttades djurparken till Bayil i Bakus utkant. Där blev djurparken kvar tills mitten av 1970-talet. Då inträffade ett allvarlig jordskred i området. Ett lejon och en björn krossades när deras burar gled iväg. Därefter sökte staden en ny, säkrare plats för djurparken. I väntan på en bra lokalisering fick djurparken tillfällig tillflykt till Razin, som numera heter Bakıxanov. Där blev djurparken kvar till 1985.
En expertgrupp av zoologer och andra specialister beslutade att den permanenta lokaliseringen var lämpligt I ett område i distriktet Nərimanov. 45 hektar avsattes, men för att skynda på lokaliseringen iordningställdes först enbart 2,25 hektar. 1979 var tillräckligt mycket kapital avsatt för byggandet och den 1 september 1985 öppnade Baku zoo på sin nya och nuvarande plats.
2001 utökades djurparkens yta till 4,25 hektar.

## Planer på ett nytt zoo
Enligt ett beslut av Azerbajdzjans president İlham Əliyev ska en ny djurpark uppföras i Ceyranbatan, som ligger i distriktet Apsjeron, ungefär 10 km från Baku. 2,85 miljoner manater (AZN) har avsatts för projektet, som gäller en yta av 230 hektar. Djurparken ska ha sällsynta däggdjurs- och fågelarter från skilda kontinenter, men framför allt från Australien.

## Symbolen för Baku zoo
I början av 1990-talet fick Baku besök av en flock större flamingor.  Halvdöda och skadade flamingor togs om hand av stadsbor och djurparkens veterinär Chingiz Sultanov lyckades rädda flera. Djurparken har sedan dess ett tjugotal flamingor.